# راية زين الدين
راية زين الدين هيَ لاعبة رِماية سوريا، وُلدت في 8 مارس 1988، وفي عام 2012 نافست في حدث رماية النساء ل10 أمتار في الهواء ضِمن الألعاب الأولمبية الصيفية.

## روابط خارجية
- راية زين الدين على موقع الاتحاد الدولي (الإنجليزية)
- راية زين الدين على موقع اللجنة الأولمبية الدولية (الإنجليزية)
- راية زين الدين على موقع أوليمبيديا (الإنجليزية)